# 茹拉夫林卡 (瓦西利基夫卡區)
48°7′52″N 36°12′0″E / 48.13111°N 36.20000°E
茹拉夫林卡（烏克蘭語：Журавлинка），是烏克蘭的村落，位於該國中部第聶伯羅彼得羅夫斯克州，由瓦西利基夫卡區負責管轄，距離卡薩葉韋和佩特里科韋2公里，2001年人口375。